# Vytáčené připojení

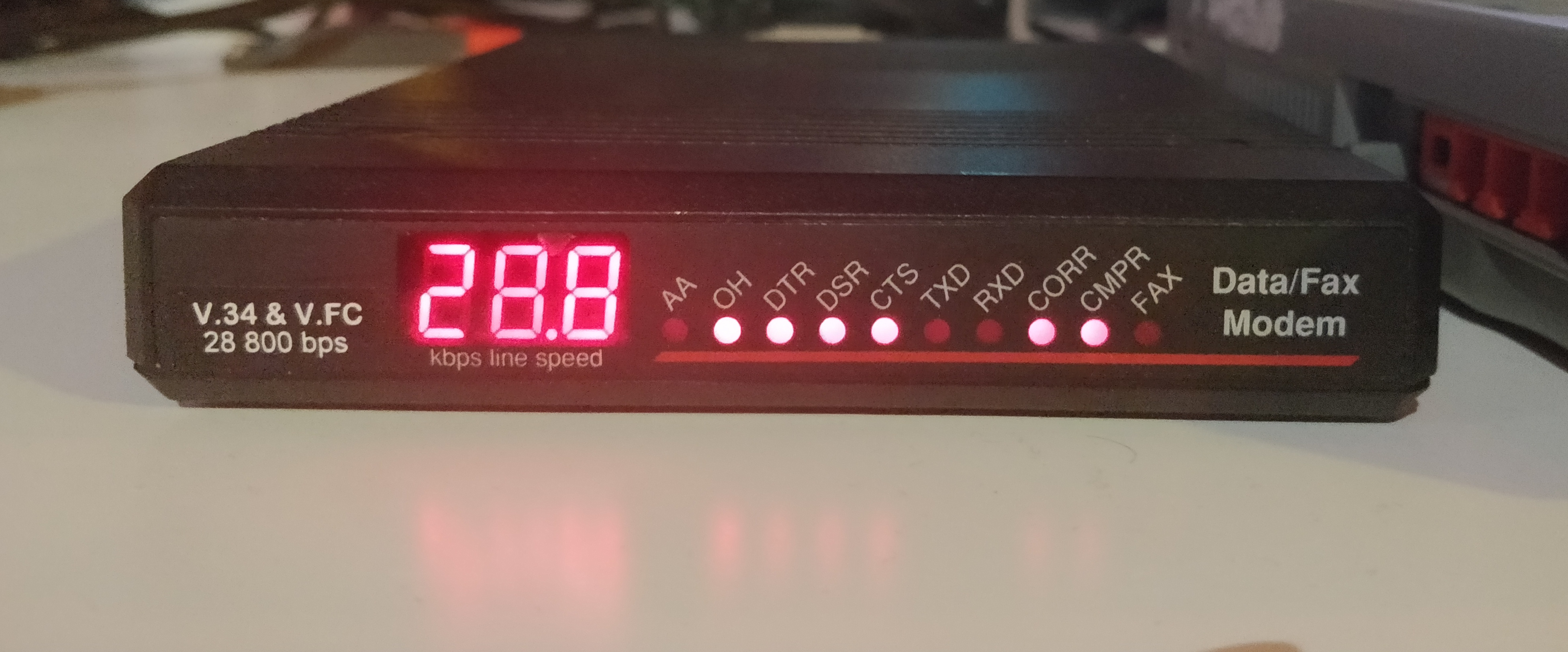
Analogový modem na vytáčené připojení

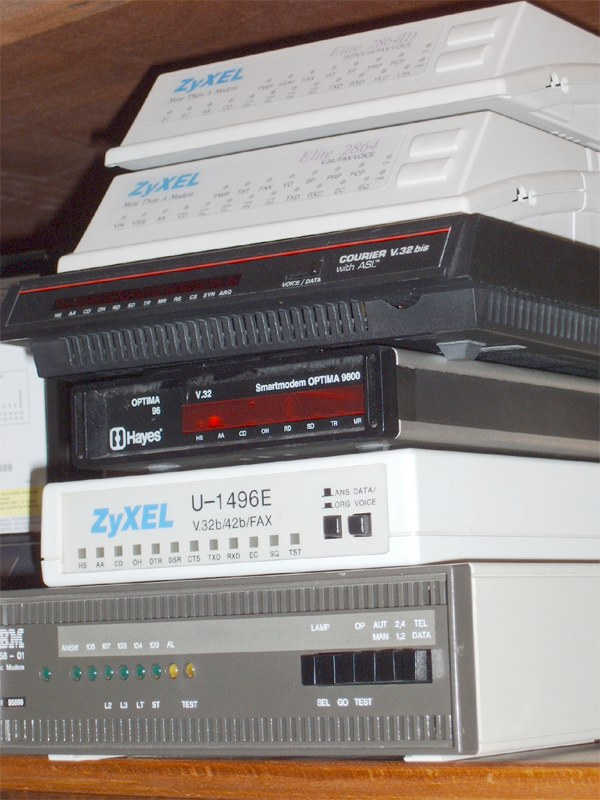
Různé analogové modemy

Dial-up neboli vytáčené připojení je v informatice způsob připojení k Internetu pomocí telefonní linky a modemu. Rychlost analogového připojení bývá od 2,4 kb/s do 56 kb/s po jedné telefonní lince.

## Technologie připojení
Počítač je na internet připojen přes telefonní linku za použití modemu (modulátor-demodulátor). Ten funguje na analogovém principu, kdy modem digitální signál převádí na analogový a ten přes linku vysílá k serveru. V 90. letech 20. století byla takto k Internetu připojena většina uživatelů v České republice; vytáčené připojení bylo velmi rychle vytlačeno modernějším vysokorychlostním připojením; to je totiž oproti dial-upu levnější a rychlejší. Služba ISDN měla výhody proti analogové lince (rychlé vytvoření spojení, stabilní rychlost 64kbit/s, při využití BRI ISDN (2 kanály po 64kbit) a připojení 64kbit umožňuje současné použití linky i pro telefonní hovor), ale nebyla moc rozšířená.

## Maximální přenosové rychlosti
| Typ modemu                                 | Přenosová rychlost |
| ------------------------------------------ | ------------------ |
| Modem 110                                  | 110 bit/s          |
| Modem 300 (Bell 103 anebo V.21)            | 300 bit/s          |
| Modem 1200 (Bell 212A nebo V.22)           | 1,2 kbit/s         |
| Modem 2400 (V.22bis)                       | 2,4 kbit/s         |
| Modem 2400 (V.26bis)                       | 2,4 kbit/s         |
| Modem 4800 (V.27ter)                       | 4,8 kbit/s         |
| Modem 9600 (V.32)                          | 9,6 kbit/s         |
| Modem 14.4 (V.32bis)                       | 14,4 kbit/s        |
| Modem 28.8 (V.34)                          | 28,8 kbit/s        |
| Modem 33.6 (V.34)                          | 33,6 kbit/s        |
| Modem 56k (V.90)                           | 56,0/33,6 kbit/s   |
| Modem 56k (V.92)                           | 56,0/48,0 kbit/s   |
| Hardwarová komprese (proměnná) (V.92/V.44) | 56 – 320 kbit/s    |
| Serverová komprese (proměnná)              | 200 – 1000 kbit/s  |

Uvedené rychlosti jsou teoretická maxima.